# Tsubasa Kitatsuru
Tsubasa Kitatsuru (jap. 北津留 翼, Kitatsuru Tsubasa; * 26. April 1985 in Kitakyūshū, Präfektur Fukuoka) ist ein japanischer Bahnradsportler.
2003 wurde Tsubasa Kitatsuru in Moskau zweifacher Junioren-Weltmeister, im Keirin sowie im Sprint. 2005, 2006, 2007 und 2011 wurde er Asien-Meister im Sprint und siegte in dieser Disziplin ebenfalls bei den Asienspielen 2006. 2010 belegte er bei den Asien-Meisterschaften im Sprint Platz zwei. Mehrfach errang er nationale Titel im Sprint, Teamsprint, Keirin und im 1000-Meter-Zeitfahren.
2008 startete Kitatsuru bei den Olympischen Spielen in Peking im Sprint und belegte Platz 14.